# Mistrzowie strongman: Ukraina
Mistrzowie strongman: Ukraina (Найсильніша людина України, Богатир року) – doroczne, indywidualne zawody siłaczy, organizowane na Ukrainie.

## Mistrzowie
| Rok  | Mistrz          |
| ---- | --------------- |
| 2000 | Wasyl Wirastiuk |
| 2001 | Wasyl Wirastiuk |
| 2002 | Wasyl Wirastiuk |
| 2003 | Wasyl Wirastiuk |
| 2004 | Mychajło Starow |
| 2005 | Wasyl Wirastiuk |
| 2006 | Wasyl Wirastiuk |

| Rok  | Mistrz           | Wicemistrz       | Drugi wicemistrz   |
| ---- | ---------------- | ---------------- | ------------------ |
| 2007 | Wasyl Wirastiuk  | Wiktor Jurczenko | Wołodymyr Murawlow |
| 2008 | Ołeksandr Łaszyn | Kostiantyn Iljin | Serhij Koniuszok   |
| 2009 | Kostiantyn Iljin | Ołeksandr Łaszyn | Serhij Koniuszok   |